# Audax Italiano La Florida
O Audax Italiano La Florida, até 2007 conhecido como Audax Club Sportivo Italiano, é um clube profissional de futebol chileno com sede na cidade de Santiago. Atualmente, a equipe disputa o Campeonato Chileno de Futebol, na 1ª Divisão.

## História
Foi fundado em 30 de novembro de 1910, por membros da colônia italiana residente no Chile, como um clube de ciclismo chamado Audax Club Ciclista Italiano. A palavra "audax" provém do latim e significa "ousado", que era um termo frequentemente utilizado para os ciclistas no século XX.
No início da década de 1920, os irmãos Domingo e Tito Frutero fundaram o setor de futebol do clube, que ingressou à Liga Metropolitana, cujo campeonato conquistou em 1924. Em 1927, o Audax começou a participar na Liga Central, a qual conquistou em 1931.
Em 1933, o clube foi um dos primeiros a participar da Primeira Divisão, torneio que venceu em 1936, 1946, 1948 e 1957, sendo assim a sexta equipe com mais títulos nacionais (4) juntamente com Everton e Magallanes. Até o começo dos anos 1960, com o início das disputas da Taça Libertadores e a realização da Copa do Mundo no Chile, o clube era o segundo colocado em títulos (4) da Primeira Divisão chilena, empatado com o próprio Magallanes e atrás somente do Colo-Colo (8).
Apesar de começar como um clube de ciclismo e iniciar a participação em outros desportos, o Audax tem-se dedicado única e exclusivamente ao futebol nos últimos anos. Suas rivalidades tradicionais são com a Unión Española e o Palestino, nos denominados "Clássicos das Colônias". Antigamente, fazia rivalidade ao Colo-Colo, no chamado "Clássico Crioulo".

## Elenco atual
- Atualizado em 20 de julho de 2020.

Legenda
- : Capitão
- : Jogador lesionado/contundido
- +: Jogador em fase final de recuperação
- +: Jogador que volta de lesão/contusão
- : Jogador suspenso

## Títulos

### Nacionais
- Campeonato Chileno: 4 vezes — 1936, 1946, 1948 e 1957.
- Campeonato de Apertura: 1941.

### Municipais
- Liga Metropolitana: 1924.
- Asociación de Fútbol de Santiago: 1933.
- Campeonato da Liga Metropolitana: 1925.
- Campeonato da Asociación de Fútbol de Santiago: 1932.

## Estatísticas

### Participações
|  | Participações em 2025 |

| Competição         | Competição                    | Temporadas       | Melhor campanha          | Estreia | Última |
| Chile              | Campeonato Chileno de Futebol | 80               | Campeão (4 vezes)        | 1933    | 2025   |
| Chile              | Segunda Divisão               | 14               | Vice-campeão (1995)      | 1972    | 1995   |
| Chile              | Copa Chile                    | 44               | Vice-campeão (3 vezes)   | 1958    | 2025   |
|                    | Copa Libertadores da América  | 3                | Fase de grupos (2 vezes) | 2007    | 2022   |
| Copa Sul-Americana | 4                             | Play-off (2023)  | 2007                     | 2023    |        |
| Copa CONMEBOL      | 1                             | Oitavas de final | 1998                     | 1998    |        |

### Outras estatísticas
- Maior goleada aplicada:
  - Em campeonatos nacionais: Audax 9 x 2 Universidad Católica (1945)
  - Em torneios internacionais: Audax 3 x 1 Alianza Lima (2007)
- Maior goleada recebida:
  - Na 1ª Divisão Nacional: Colo-Colo 7 x 1 Audax (1939)
  - Na 2ª/3ª Divisão Nacional: Santiago Wanderers 6 x 0 Audax (1993)
  - Em torneios internacionais: Audax 1 x 4 Sportivo Luqueño (2008)
- Maior série de invencibilidade: 24 partidas (2007)
- Maior sequência de vitórias na 1ª Divisão: 7 partidas (2007)
- Maior número de partidas ganhas em um campeonato: 16 (1951)
- Maior número de gols marcados em um campeonato: 73 (1939)
- Maior goleador:
  - Em torneios internacionais: Carlos Villanueva (5 gols)
  - Em 1 temporada da Liga: José Luis Díaz (23 gols)
  - Em 1 temporada (total): Carlos Villanueva (30 gols)

## Galeria

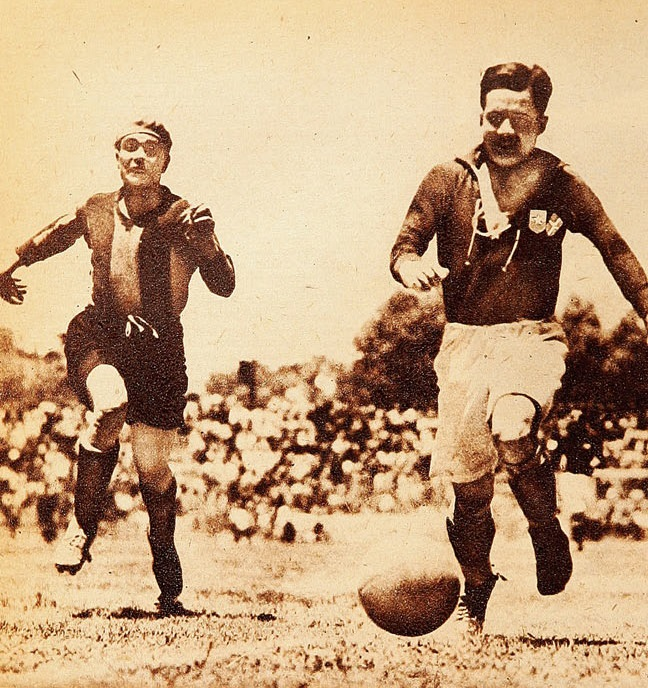
Jogo contra o Atlante em 1933
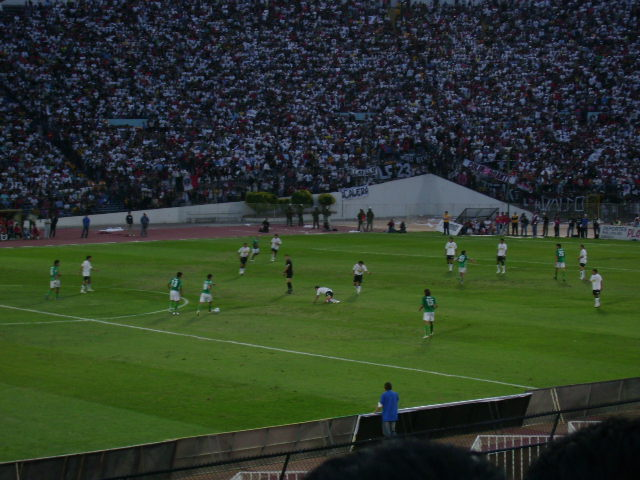
Audax na final do Clausura 2006
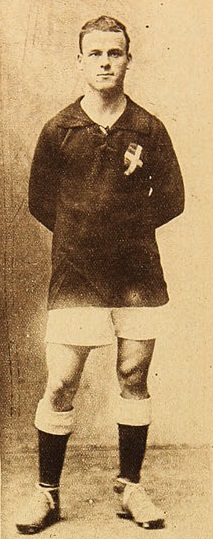
Gino Yacopponi, campeão da Liga Metropolitana em 1924